# Cheillophota owgarra
Cheillophota owgarra är en fjärilsart som beskrevs av Bethune-Baker 1908. Cheillophota owgarra ingår i släktet Cheillophota och familjen nattflyn. Inga underarter finns listade i Catalogue of Life.